# 宽苞乌头
宽苞乌头（学名：Aconitum bracteolatum）为毛茛科乌头属下的一个种。

## 扩展阅读
- 維基物種上的相關：宽苞乌头